# Leonie Pankratz
Leonie Pankratz (* 25. Januar 1990 in Gießen) ist eine deutsche Fußballspielerin.

## Karriere

### Vereine
Pankratz startete ihre Karriere 1996 in der F-Jugend des VfB 1900 Gießen. Nach zehn Jahren bei Gießen verließ sie den Verein und wechselte zur C-Jugend des 1. FFC Frankfurt. In Frankfurt rückte sie zur Saison 2008/09 in die Reserve des 1. FFC auf und gab ihr Liga-Debüt am 7. September 2008 in der zweithöchsten deutschen Spielklasse gegen den SV Dirmingen. Nachdem sie zu 17 Spielen in der 2. Fußball-Bundesliga der Frauen für die Reserve von Frankfurt kam, wechselte Pankratz in die höchste spanische Frauen Fußballliga zum UD Levante. Hier spielte sie ihre ersten neun Profispiele in der spanischen Superliga Femenina für Levante und kehrte im Sommer 2010 nach Deutschland zurück. Dort unterschrieb sie einen Vertrag beim Zweitligisten TSG 1899 Hoffenheim, mit dem sie in der Saison 2011/12 Vizemeister wurde und knapp am Aufstieg in die Bundesliga scheiterte. Am 29. November 2012 unterschrieb Pankratz in der höchsten portugiesischen Frauenliga der Primeira Divisão für Boavista Porto und gewann mit ihrem Verein den Pokalwettbewerb gegen den Valadares Gaia FC und wurde Spielerin des Spiels im Finale. Zur Bundesliga-Saison 2013/14 kehrte Pankratz nach Hoffenheim zurück. Im Mai 2016 wechselte sie bis zum Ende der Saison 2016/2017 (August) auf Leihbasis zu ÍBV Vestmannaeyjar. Dort gab sie am 11. Mai 2016 ihr Debüt für den ÍBV bei einem 2:0-Sieg über ÍA Akranes. Pankratz spielte in Island 9 Ligaspiele und 3 Pokalspiele (Stand 17. August), in denen sie 1 Tor erzielte.

### Nationalmannschaft
Pankratz lief zwischen 2006 und 2007 in sieben Länderspielen für die deutsche U-17 Nationalmannschaft der Frauen auf.

## Privates
Pankratz studierte an der Universität Heidelberg Anglistik und bekam im Rahmen eines Austauschprogrammes einen Studienplatz an der Universidade do Porto.

## Erfolge
- Portugiesische Pokalsiegerin: 2013
- Finnische Vizemeisterin 2022
- Finnische Pokalfinalistin 2022